# Między nami bocianami
Między nami bocianami – serial animowany powstały przy udziale Studia Filmów Rysunkowych w Bielsku-Białej i TVP S.A w latach 1997-2003 na podstawie scenariuszy Andrzeja Orzechowskiego. Nakręcono 13 odcinków o długości 21-24 minut (późniejsze odcinki miały z reguły 24 minuty). Serial opowiada o życiu rodziny bocianów z wioski Bocianowo.

## Dubbing
- Grażyna Bułkowa
- Janusz Siwy
- Lucyna Sypniewska
- Hanna Kinder-Kiss
- Magdalena Nieć
- Tomasz Wysocki
- Katarzyna Galica
- Michał Bukowski
- Kazimierz Czapla
- Jacek Wójcicki
- Jakub Abrahamowicz
- Jarosław Boberek

## Spis odcinków
| Pierwsza emisja | N/o | Polski tytuł           |
| --------------- | --- | ---------------------- |
|                 |     |                        |
| 07.10.2005      | 01  | Powrót boćków          |
|                 |     |                        |
| 14.10.2005      | 02  | Nas jest więcej        |
|                 |     |                        |
| 21.10.2005      | 03  | Pierwsze loty za płoty |
|                 |     |                        |
| 28.10.2005      | 04  | Gdzie jest moja mama?  |
|                 |     |                        |
| 04.11.2005      | 05  | Czarny                 |
|                 |     |                        |
| 11.11.2005      | 06  | Porwanie               |
|                 |     |                        |
| 18.11.2005      | 07  | Dziadek                |
|                 |     |                        |
| 25.11.2005      | 08  | Królestwo za królewnę  |
|                 |     |                        |
| 02.12.2005      | 09  | Birbonek               |
|                 |     |                        |
| 09.12.2005      | 10  | Geniusz Eugeniusz      |
|                 |     |                        |
| 16.12.2005      | 11  | Gągołki aniołki        |
|                 |     |                        |
| 23.12.2005      | 12  | Zapominalscy           |
|                 |     |                        |
| 30.12.2005      | 13  | Odlot                  |
|                 |     |                        |